# Center Township (comté de Fayette, Iowa)
Center Township est un township, du comté de Fayette en Iowa, aux États-Unis,. 